# Primeiro-ministro da Macedônia do Norte
O Primeiro-ministro da Macedônia do Norte, oficialmente Presidente do Governo da República da Macedônia do Norte (macedônio: Претседател на Владата на Република Северна Македонија; Pretsedatel na Vladata na Republika Severna Macedoniya), é o Chefe de Governo da Macedônia do Norte. O cargo é ocupado pelo líder da coalizão política majoritária no Parlamento. O atual Primeiro-ministro é Hristijan Mickoski, desde 23 de junho de 2024.

## Lista de Primeiros-ministros

### República Socialista da Macedônia
1. Emanuel Čučkov (7 de março de 1945 - 16 de abril de 1945) - Partido Comunista da Macedônia
2. Lazar Koliševski (16 de abril de 1945 - dezembro de 1953) - Partido Comunista da Macedônia, renomeado em 1952 como Liga dos Comunistas da Macedônia
3. Ljupčo Arsov (dezembro de 1953 - 1961) - Liga dos Comunistas da Macedônia
4. Aleksandar Grličkov (1961 - 1965) - Liga dos Comunistas da Macedônia
5. Nikola Minčev (1965 - 1968) - Liga dos Comunistas da Macedônia
6. Ksente Bogoev (1968 - março de 1974) - Liga dos Comunistas da Macedônia
7. Blagoj Popov (março de 1974 - 29 de abril de 1982) - Liga dos Comunistas da Macedônia
8. Dragoljub Stavrev (29 de abril de 1982 - junho de 1986) - Liga dos Comunistas da Macedônia
9. Gligorije Gogovski (junho de 1986 - 27 de janeiro de 1991) - Liga dos Comunistas da Macedônia

### República da Macedônia/Macedônia do Norte
1. Nikola Kljusev (27 de janeiro de 1991 - 17 de agosto de 1992) - sem partido
2. Branko Crvenkovski (17 de agosto de 1992 - 30 de novembro de 1998) - União Social-Democrata da Macedónia
3. Ljubčo Georgievski (30 de novembro de 1998 - 1 de novembro de 2002) - VMRO-DPMNE
4. Branko Crvenkovski (1 de novembro de 2002 - 12 de maio de 2004)[1] - União Social-Democrata da Macedónia
5. Radmila Šekerinska (12 de maio de 2004 - 2 de junho de 2004) - União Social-Democrata da Macedónia
6. Hari Kostov (2 de junho de 2004 - 18 de novembro de 2004) - sem partido
7. Radmila Šekerinska (18 de novembro de 2004 - 17 de dezembro de 2004) - União Social-Democrata da Macedónia
8. Vlado Bučkovski (17 de dezembro de 2004 - 27 de agosto de 2006) - União Social-Democrata da Macedónia
9. Nikola Gruevski (27 de agosto de 2006 - 18 de janeiro de 2016) - VMRO-DPMNE
10. Emil Dimitriev (18 de janeiro de 2016 - 31 de maio de 2017) - VMRO-DPMNE
11. Zoran Zaev (31 de maio de 2017 - 3 de janeiro de 2020) - União Social-Democrata da Macedónia
12. Oliver Spasovski (3 de janeiro de 2020 - 30 de agosto de 2020) - União Social-Democrata da Macedónia
13. Zoran Zaev (30 de agosto de 2020 - 17 de janeiro de 2022)[2] - União Social-Democrata da Macedónia
14. Dimitar Kovačevski (17 de janeiro de 2022 - 28 de janeiro de 2024) - União Social-Democrata da Macedónia
15. Talat Xhaferi (28 de janeiro de 2024 - 23 de junho de 2024) - União Democrática para Integração
16. Hristijan Mickoski (23 de junho de 2024 - presente) - VMRO-DPMNE